# Daniele Mondello
Daniele Mondello ist ein sizilianischer DJ und als Musikproduzent einer der bekannteren Vertreter des Hardstyle.
Im Jahr 1995 wurde er als Sieger der italienischen Ausscheidung Vierter an der Technics DMC World Mixing Championship, mit einer Performance, während der er sechs Plattenspieler und drei Mischpulte gleichzeitig benutzte.
Seine Produzentenkarriere begann er 2001 mit der Single Kamikaze und veröffentlichte bis 2005 weitere Singles, darunter Thunderbolt und Commander.  Er produzierte und remixte für Sony Music die drei ersten Compilations der Italian Hardstyle-Reihe  und veröffentlichte Tracks auf über 40 Zusammenstellungen.  Typisch für seine Liveauftritte sind die vielen, intensiven Scratch-Einlagen.
Mondello war von 2003 bis zu ihrem Tod im August 2020 mit der italienischen DJ Express Viviana verheiratet und produzierte mit ihr Hardstyle. Anfang 2011 gründeten sie gemeinsam das Plattenlabel Hardstyle Creation Recordings.

## Veröffentlichungen
Als Daniele Mondello
| Release                          | Label                        | Jahr | Featuring             |
| -------------------------------- | ---------------------------- | ---- | --------------------- |
| Kamikaze                         | Explosive Records            | 2001 |                       |
| Stop & Go                        | Activa Records               | 2001 | ft. Danny G           |
| Iceberg                          | Activa Records               | 2001 |                       |
| Apocalypse                       | Activa Records               | 2002 |                       |
| Kamikaze 2003                    | Italian Hardstyle            | 2003 |                       |
| Thunderbolt                      | Activa Records               | 2003 |                       |
| Scratch Express                  | Activa Records               | 2004 |                       |
| Demolation                       | Zoom Records                 | 2004 | ft. Krash             |
| Techno Mafia                     | Zoom Records                 | 2004 | ft. Charlie (B) Brown |
| Blackout                         | Activa Records               | 2004 |                       |
| Come On Boy                      | Zoom Records                 | 2005 |                       |
| Big Wave                         | Italian Masters Of Hardstyle | 2005 |                       |
| Yokohama                         | Zoom Records                 | 2005 |                       |
| Commander                        | Stik Records                 | 2005 |                       |
| The Show Must Go On              | Sigma Records                | 2007 |                       |
| Somebody Scream                  | Sys-X Records                | 2007 |                       |
| Hardstyle Killer / One More Time | Sigma Records                | 2007 | ft. Jimmy The Sound   |
| Impact                           | Italian Masters Of Hardstyle | 2007 |                       |
| Gladiator                        | E.Centric Records            | 2008 | ft. Krash             |
| Tzunami                          | Sector Beatz Ltd             | 2008 | ft. Philippe Rochard  |
| Corleone                         | Stik Records                 | 2008 | ft. DJ Vortex         |
| Game Over                        | Detonation Recordings        | 2010 |                       |

Mit Express Viviana
| Release               | Label                        | Jahr |
| --------------------- | ---------------------------- | ---- |
| One Way               | Italian Masters Of Hardstyle | 2004 |
| Infinity              | Italian Masters Of Hardstyle | 2005 |
| Butterfly             | Italian Masters Of Hardstyle | 2007 |
| Il Capo Di Tutti Capi | E.Centric Records            | 2007 |
| Turntable             | Future Sound Corporation     | 2008 |
| Good Journey          | Future Sound Corporation     | 2008 |
| Borchland             | Future Sound Corporation     | 2008 |
| Sex & Games           | Future Sound Corporation     | 2009 |
| It’s A Fine Day       | DJS Records                  | 2009 |
| Welcome To Our Gate   | Detonation Recordings        | 2010 |
| Stars                 | Detonation Recordings        | 2010 |
| Knock Out             | Detonation Recordings        | 2010 |
| Back To Future        | Detonation Recordings        | 2010 |
| Darkness Vibes        | Detonation Recordings        | 2010 |
| World Tour Theme      | Kiddfectious                 | 2010 |
| Out Of Control        | Detonation Recordings        | 2011 |
| Every Day             | Detonation Recordings        | 2011 |
| Come Here             | Detonations Recordings       | 2011 |
| The Flight            | Bionic Digital               | 2011 |